# Prix Rosenthal
Pour les articles homonymes, voir Rosenthal.
 (février 2018).
Le Prix Rosenthal (Rosenthal Prize for Innovation in Math Teaching) est une distinction mathématique décernée par le National Museum of Mathematics à un enseignant américain du primaire ou du secondaire. Il est doté d'une somme de 25 000 $ pour la meilleure activité individuelle et jusqu'à cinq prix peuvent être décernés pour des activités innovantes. L'activité du lauréat a l'occasion d'être diffusée et dupliquée nationalement

## Objectifs du prix
Ce prix vise quatre objectifs :
- Reconnaître et récompenser des enseignants (échelons 4 à 12) qui emploient des innovations appropriées aux classes du niveau élémentaire au secondaire.
- Démontrer à la profession enseignante et au public que l'enseignement innovant des mathématiques existe et peut atteindre avec succès les premiers niveaux d'enseignement.
- Dupliquer l'activité innovante lauréate, la distribuer dans les classes du pays, et permettre un impact positif sur l'enseignement des mathématiques aux Etats-Unis.
- Encourager l'innovation et l'incorporation de méthodes pratiques dans les classes du pays[1].

## Lauréats
- 2024 : Dylan Kane, pour sa leçon “Climbing Stairs”
- 2023 : Karl Schaffer, pour sa leçon “How is a Polygon Like a Circle?”[2]
- 2022 : Nancy Seeds, pour sa leçon “Divisibility UNO: Tune in to patterns and turn UP your math power!”[3]
- 2021 : Chaim Goodman-Strauss, pour sa leçon de symétrie “Tooti Tooti (2222)”[4]
- 2020 : Doug O’Roark, pour sa leçon “Towers & Dragons”[5].
- 2019 : Nat Banting, pour « Dice Auction: Putting Outcomes of the Dice Up for Sale »[6].
- 2018 : Elizabeth Masslich, « pour Geometry Project: DARTBOARD »[7].
- 2017 : Matt Engle, pour son cours « Bringing Similarity Into Light: Experiencing Similarity and Dilations Using Shadows »[8],[1].
- 2016 : Traci Jackson, pour « Creating Color Combos: Visual Modeling of Equivalent Ratios »[9].
- 2015 : Jillian Young,	« Mutant Creature Invasion: Minecraft Volume Investigation »[10],[11].
- 2014 : Ralph Pantozzi pour « Random Walk »[12],[13].
- 2013 : Trang Vu, pour « Mathematics and Fashion Design »[14].
- 2012 : Scott Goldthorp, pour « Hands-On Data Analysis »[15].